# Центр Мехсети Гянджеви
Центр Мехсети Гянджеви (азерб. Məhsəti Gəncəvi Mərkəzi) — культурный центр, посвящённый жизни и творчеству поэтессы Мехсети Гянджеви. Расположен на родине поэтессы, в городе Гянджа (Азербайджан).

## О центре
Строительство культурного центра началось в 2013 году при поддержке Фонда Гейдара Алиева, а церемония открытия состоялась 21 января 2014 года. Перед зданием располагается сад и памятник Мехсети. В трехэтажном здании располагаются комната Мехсети, музей, зал старинных национальных музыкальных инструментов, зал национальной одежды, электронная библиотека и т. д. В центре выставлены ковры с портретами поэтессы.
В электронной библиотеке доступны персидские рубаи Мехсети в переводе на азербайджанский, русский и английский языки. На выставке национальных костюмов центра демонстрируются образцы женской национальной одежды эпохи Возрождения Востока (IX—XII вв.) В картинной галерее демонстрируются картины и монументальные произведения, посвященные образу и творчеству Мехсети Гянджеви. В комнате Мехсети имеются памятник, миниатюры и картины.
В центре также есть музыкальная студия, отделы мугама, фортепиано и зал заседаний.

## Внешние ссылки
- Электронная библиотека имени Мехсети Гянджеви